# Javier Limón
Javier Limón (Madrid, 1973) is een Spaanse muziekproducent, gitarist en songwriter. Hij is gespecialiseerd in flamenco maar ook actief in andere genres, met name Latin jazz en wereldmuziek. Limón heeft als producent en songwriter samengewerkt met  Mariza, Concha Buika, Nynke Laverman en vele anderen. Hij won meerdere prijzen waaronder een Grammy Award en diverse Latin Grammy Awards. Limón is artistiek directeur van het Mediterranean Music Institute van het Berklee College of Music.

## Biografie
Limón studeerde piano en gitaar aan het Conservatorium van Madrid. Hij begon zijn muzikale loopbaan met het schrijven van flamencosongs voor onder andere Enrique Morente, Estrella Morente en Montse Cortés. Daarna ging hij platen produceren voor Enrique Morente, Paco de Lucía, Bebo Valdés and Diego El Cigala. Enkele van deze albums werden bekroond met Latin Grammy Awards. Van het album Lágrimas Negras van Bebo Valdés & Diego El Cigala werden meer dan een miljoen exemplaren verkocht.
Javier Limón heeft sindsdien platen geproduceerd voor veel verschillende artiesten, waaronder Mariza, Concha Buika, Yasmin Levy, Anoushka Shankar, Aynur Doğan, Eleftheria Arvanitaki en Nynke Laverman. 
Limón bracht een aantal eigen albums uit. Ook op die albums werkt hij vaak samen met andere artiesten. Zo werkte hij op Mujeres de Agua samen met zangeressen uit landen rond de Middellandse Zee, zoals Concha Buika en Carmen Linares (Spanje), Mariza (Portugal), Yasmin Levy (Israël) en Eleftheria Arvanitaki (Griekenland). Limón droeg dit album op aan Iraanse zangeressen, voor wie het in hun land verboden is om in het openbaar te zingen. Op Hombres de Fuego werkte hij samen met een aantal zangers, waaronder Alejandro Sanz, António Zambujo en Miguel Poveda.
Limón schreef muziek voor verschillende films. Tweemaal werd een song van Limón genomineerd voor een Goya Award, de prestigieuze Spaanse filmprijs.
Het Britse muziektijdschrift Songlines was lovend over zijn werk, ze omschreven zijn producties als "briljant" (het album Mundo van Mariza), "onberispelijk" (Mariza van Mariza) en "superieur" (Traveller van Anoushka Shankar). Songlines schreef over zijn album Dawn (met Magos Herrera): "Hij is een hitmaker die flamenco populariseert zonder het te verlagen of tekort te doen, en is net zozeer op zijn gemak in jazz, popmuziek of [...] 'tropical'".

## Discografie
- Limón (2005)
- Son de Limón (2008)
- Mujeres de Agua (2010)
- Promesas de Tierra (2013)
- Oro (Original SoundTrack) (2017)
- Refugio del Sonido (2018)
- Todos Lo Saben (Original Motion Picture Soundtrack) (2018)
- OQ (album) (2018)
- Hombres de Fuego (2021)
- Viajeras (2023)

## Prijzen en nominaties (selectie)
- 2003: Latin Grammy Award voor Best Flamenco Album met El Corazón De Mi Gente van Pepe De Lucía
- 2004: Latin Grammy Award voor Best Flamenco Album met Cositas Buenas van Paco De Lucía
- 2004: Latin Grammy Award voor Best Traditional Tropical Album met Lágrimas Negras van Bebo Valdés & Diego El Cigala
- 2004: Latin Grammy Award voor Producer of the Year
- 2006: Latin Grammy Award nominatie voor Best Flamenco Album met Limón van Javier Limón
- 2006: Goya Award nominatie voor Best original song, voor de song Duermen los niños uit de film Bienvenido a casa
- 2009: Grammy Award voor Best Latin Jazz Album met Juntos Para Siempre van Bebo Valdés & Chucho Valdés
- 2013: Latin Grammy Award nominatie voor Producer of the year
- 2013: Grammy Award nominatie voor Best World Music Album met Traveller van Anoushka Shankar
- 2018: Goya Award nominatie voor Best original song, voor de song Una de esas noches sin final uit de film Todos lo saben